# Tomás de Almeida
Tomás de Almeida   (Lisboa, 11 de setembre de 1670 - Lisboa, 27 de febrer de 1754) fou el primer patriarca de Lisboa. Abans ho fou el bisbe de Lamego (1706) i més tard el bisbe de Porto (1709). Climent XII l'elevà a cardenal el 20 de desembre de 1737.

## Ordres episcopals
El Cardenal Tomás de Almeida fou el principal sagrant dels següents bisbes:
- Dom Ludovico Alvares de Figueiredo
- Dom Bartolomeu do Pilar, O. Carm.
- Dom António de Guadalupe, OFM
- Dom José Fialho, O. Cist.
- Dom Luiz de Santa Teresa da Cruz Salgado de Castilho, OCD
- Dom Guilherme de São José António de Aranha
- Dom Manoel da Cruz Nogueira, O. Cist.
- Dom António de Nossa Senhora do Desterro Malheiro, OSB
- Dom José Botelho de Matos
- Dom João da Cruz Salgado de Castilho, OCD
- Dom Manoel de Santa Inês Ferreira, OCD
- Dom Francisco de São Tiago, OFM
- Dom Bernardo Rodrigues Nogueira
- Dom Miguel de Bulhões e Sousa, OP
- Dom António da Madre de Deus Galvão, OFM